# Hans Witdoeck

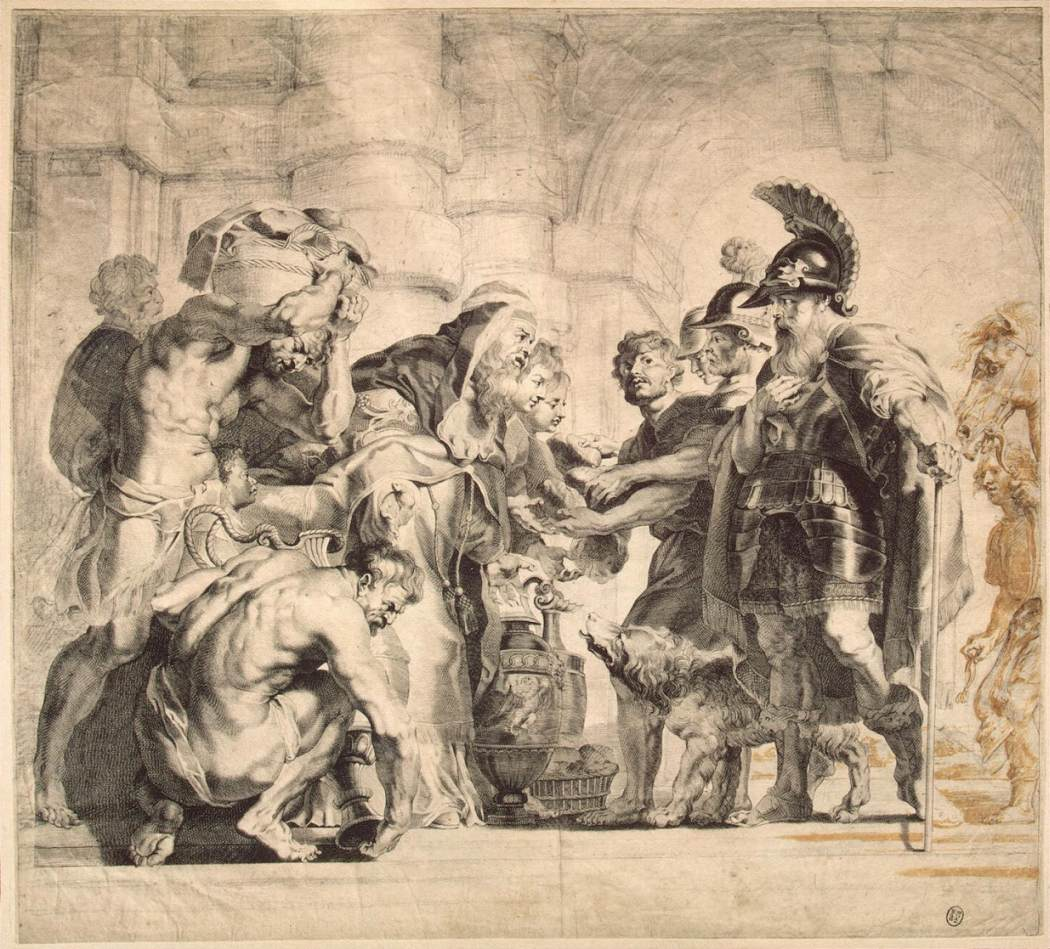
Abraham en Melchisedek, gegraveerd toen Witdoeck werkte in Rubens' studio, rond 1638

Hans Witdoeck of Jan Witdoeck (alternative spelling van achternaam: Witdoek en Witdouc)  (Antwerpen, gedoopt op 8 December 1615 – waarschijnlijk Antwerpen, na 1642) was een Vlaams graveur, tekenaar en kunsthandelaar.
Hij was een leerling van de graveur Lucas Vorsterman in de jaren 1630-1631. Zijn driejarig opleidingscontract werd verbroken na twee jaar op aandringen van de vader van Hans Witdoeck. Hij was daarna twee jaar in de leer bij de schilder Cornelis Schut, die hem tot de schilderkunst introduceerde.  Witdoeck maakte ook gravures voor Cornelis Schut, meestal van een klein formaat. Hij zette zijn opleiding vervolgens verder bij Rubens waar hij leerde grotere platen te graveren.  Na de dood van Rubens in 1640, werkte hij voornamelijk als kunsthandelaar. Omdat er geen informatie over hem is na zijn huwelijk met Catherina Gommaerts op 24 juni 1642, wordt verondersteld dat hij kort na deze datum is gestorven..
In zijn vroege gravures die hij maakte voor Cornelis Schut, volgde Witdoeck een traditionele stijl vergelijkbaar met die van Cornelis Galle. Zijn stijl werd vloeidender toen hij in Rubens' atelier werkte, waar hij zijn beste werk produceerde.